# Estación de Cocheras (Metro de Sevilla)

Plano de la Línea 1

Cocheras, es una estación de la Línea 1 del metro. Está situada en el Barrio de la Música y bajo el nuevo Parque del mismo nombre, esta estación está contigua al depósito y talleres de la Línea 1 del metro. Recibe su nombre por el hecho de que justo en ese mismo
lugar se encontraban las cocheras donde se guardaban los coches y carruajes de caballos turísticos del centro de Sevilla, y que en un principio iban a ser las cocheras y talleres del primer proyecto del metro de Sevilla (1.974).
La estación de Cocheras del Metro de Sevilla esta soterrada y tiene una boca de acceso. Consta de vestíbulo en superficie y andén subterráneo con iluminación natural. Tras esta estación, el metro comienza a elevarse para salvar en viaducto la SE-30 y continuar su camino en ese nivel hasta la Universidad Pablo de Olavide y el barrio de Montequinto, donde de nuevo comenzará a ir en subterráneo.
Dispone de ascensores para personas con movilidad reducida, andenes laterales, escaleras mecánicas, venta de billetes automática y sistema de evacuación de emergencia.
En la actualidad se están realizando las obras de peatonalización de los accesos a la estación para que sea accesible desde el este por el Barrio de la Música, por el Sur desde la calle Pruna, y por el oeste por el Barrio de Las Águilas. El acceso este contará con un ascensor y escaleras mecánicas y el acceso oeste solo dispondrá de ascensor. Se prevé que para mediados de septiembre de 2011 estén finalizadas las obras.

## Accesos
- Ascensor Parque de la Música, s/n.
- Parque de la Música Parque de la Música, s/n.
- Parque de la Música, s/n.

## Líneas y correspondencias

### Servicios de Metro
| << cabecera | < estación | línea | estación >       | cabecera >>       |
| ----------- | ---------- | ----- | ---------------- | ----------------- |
| Ciudad Expo | La Plata   |       | Pablo de Olavide | Olivar de Quintos |

## Conexiones

### Autobuses urbanos
| N.º de parada | LÍNEA | Trayecto                               | Zona        |
| ------------- | ----- | -------------------------------------- | ----------- |
| 323           | 26    | Cerro del Águila > Prado San Sebastián | Radial este |

- Carril bici y estaciones de bicicletas públicas.

## Otros datos de interés
- Proximidad con zona industrial (Av. de Hytasa y su Eminencia).
- Edificio corporativo, talleres y cocheras de Metro de Sevilla.